# Punta del Diablo
Punta del Diablo és un balneari de l'Uruguai, situat al departament de Rocha. Es troba a 298 quilòmetres a l'est de la capital del país, la ciutat de Montevideo. Té una població aproximada de 650 habitants, però en els mesos d'estiu (desembre - març), supera els 2.000 habitants.

## Informació
El poble és famós per les seves platges de sorra blanca sobre l'oceà Atlàntic. El corrent d'aigua, així com la seva temperatura baixa, representen un risc per a alguns banyistes que tots els anys moren ofegats a causa de la forta pressió i de la intensitat de les ones. De fet, Punta del Diablo rep el seu nom de la força de la seva aigua, la perillositat de les seves ones, i la relativa tranquil·litat de la seva costa i els seus voltants. És, potser, al costat d'altres balnearis de Rocha, un dels més actius del departament i del país.
Punta del Diablo ha anat creixent amb el pas dels anys. La característica de les seves aigües, faciliten la pràctica d'esports aquàtics com el surf o el wind surf. Existeix també una zona habilitada per a la pesca. No obstant això, la platja té algunes zones rocoses, tenyides d'un to vermell, de les quals s'alça un far en l'àrea portuària.
D'altra banda, l'arribada de turistes estrangers s'incrementa any a any. En la seva majoria provenen de l'Argentina i el Brasil, però també n'hi ha des de Xile, Mèxic, Estats Units i Europa. El creixement del turisme ha propiciat la construcció d'hotels, estades, centres comercials i ofertes de recreació tals com piscines i parcs aquàtics.

## Població
D'acord amb les dades del cens del 2004, Punta del Diablo tenia una població aproximada de 650 habitants:
| Any  | Població |
| ---- | -------- |
| 1963 | -        |
| 1975 | -        |
| 1985 | 199      |
| 1996 | 318      |
| 2004 | N.D.     |

Font: Institut Nacional d'Estadística de l'Uruguai

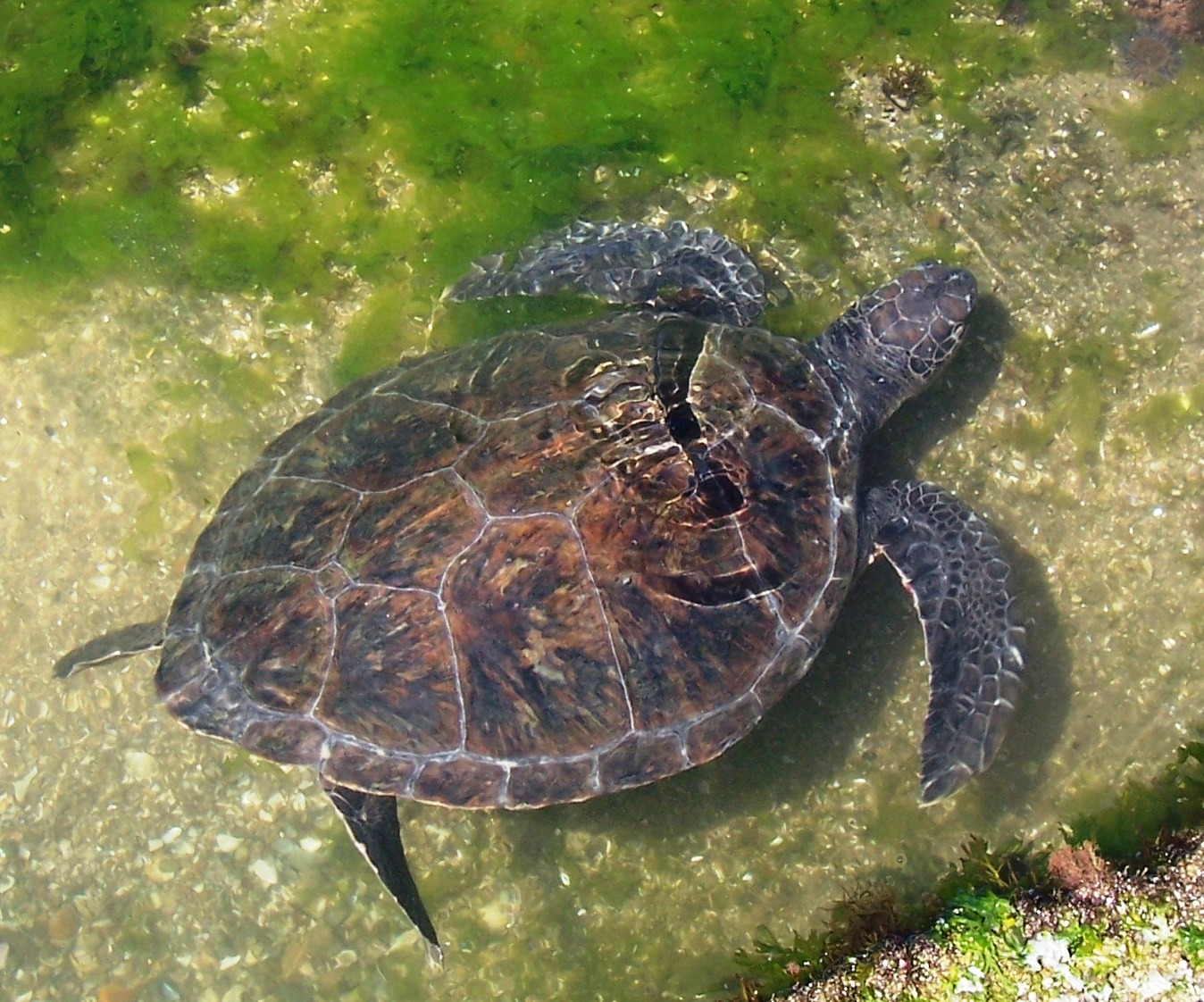
Tortuga verda a Punta del Diablo.